# HUS Marienwerder
HUS Marienwerder (celým názvem: Heeres-Unteroffizier-Schule Marienwerder) byl německý sportovní klub, který sídlil v západopruském městě Marienwerder (dnešní Kwidzyn v Pomořském vojvodství). Klub patřil pod pozemní jednotky Wehrmacht.
Založen byl v roce 1941. Hned v úvodní sezóně se klubu podařilo opanovat Gauligu Danzig-Westpreußen. Zaniká v roce 1945 po sovětsko-polské anexi Pruska.

## Získané trofeje
- Gauliga Danzig-Westpreußen ( 1× )
  - 1941/42

## Umístění v jednotlivých sezonách
Stručný přehled
Zdroj: 
- 1941–1943: Gauliga Danzig-Westpreußen

Jednotlivé ročníky
Zdroj: 
Legenda: Z - zápasy, V - výhry, R - remízy, P - porážky, VG - vstřelené góly, OG - obdržené góly, +/- - rozdíl skóre, B - body, červené podbarvení - sestup, zelené podbarvení - postup, fialové podbarvení - reorganizace, změna skupiny či soutěže
| Velkoněmecká říše (1941 – 1943) |                            |        |                                                             |                                                             |                                                             |                                                             |                                                             |                                                             |                                                             |                                                             |        |
| Sezóny                          | Liga                       | Úroveň | Z                                                           | V                                                           | R                                                           | P                                                           | VG                                                          | OG                                                          | +/-                                                         | B                                                           | Pozice |
| 1941/42                         | Gauliga Danzig-Westpreußen | 1      | 18                                                          | 15                                                          | 1                                                           | 2                                                           | 83                                                          | 23                                                          | +60                                                         | 31                                                          | 1.     |
| 1942/43                         | Gauliga Danzig-Westpreußen | 1      | Klub se odhlásil v průběhu sezóny, výsledky byly anulovány. | Klub se odhlásil v průběhu sezóny, výsledky byly anulovány. | Klub se odhlásil v průběhu sezóny, výsledky byly anulovány. | Klub se odhlásil v průběhu sezóny, výsledky byly anulovány. | Klub se odhlásil v průběhu sezóny, výsledky byly anulovány. | Klub se odhlásil v průběhu sezóny, výsledky byly anulovány. | Klub se odhlásil v průběhu sezóny, výsledky byly anulovány. | Klub se odhlásil v průběhu sezóny, výsledky byly anulovány. | 10.    |